# 鹿田翔平
鹿田 翔平（しかた しょうへい、1989年10月13日 - ）は、日本の元ラグビー選手。現在ジャパンラグビーリーグワンクボタスピアーズ船橋・東京ベイの普及育成及びアカデミーコーチを務めている。

## プロフィール
- 広島県尾道市出身。
- ポジションはフッカー(HO)。
- 身長 171 cm、体重 100 kg
- ニックネームは親指[1]、Deer。

## 略歴
高校からラグビーを始めた。
2008年、尾道高校卒業後、流通経済大学に入学する。なお尾道高校時代、第31回高校東西対抗試合に西軍として出場した。
2011年、流通経済大学ラグビー部の主将に就任した。
2012年、流通経済大学卒業後、韓国のチームでプレーして、2014年、三菱重工相模原ダイナボアーズに加入。
2017年、クボタスピアーズに加入。
2018年、神戸製鋼コベルコスティーラーズに加入。
2021年、現役を引退してクボタスピアーズ船橋・東京ベイのアカデミーコーチに就任。